# Lam Ilie Teungoh
Lam Ilie Teungoh is een bestuurslaag in het regentschap Aceh Besar van de provincie Atjeh, Indonesië. Lam Ilie Teungoh telt 568 inwoners (volkstelling 2010).